# ایسمو لیوس
ایسمو لیوس (فنلاندی: Ismo Lius؛ زادهٔ ۳۰ نوامبر ۱۹۶۵) بازیکن فوتبال اهل فنلاند بود.
از باشگاه‌هایی که در آن بازی کرده‌است می‌توان به باشگاه فوتبال هلسینکی، باشگاه فوتبال رووانیمی پالوسئورا، باشگاه فوتبال اورگریته، و باشگاه فوتبال کوسیسی اشاره کرد.
وی همچنین در تیم ملی فوتبال فنلاند بازی کرده‌است.